# ТЕС Шукайк (Saudi Electricity)
17°38′24″ пн. ш. 42°6′24″ сх. д. / 17.64000° пн. ш. 42.10667° сх. д.
ТЕС Шукайк (Saudi Electricity) — теплова електростанція на західному узбережжі Саудівської Аравії, яка належить Saudi Electricity Company.
У 2018 році на майданчику станції ввели в дію чотири парові турбіни потужністю по 660 (за іншими даними – 740) МВт. 
ТЕС споруджена з розрахунку на спалювання нафти та має власний причал для прийому палива.
Для охолодження використовують морську воду.
Видача продукції відбувається по ЛЕП, що працює під напругою 380 кВ.